# 王嘉言 (嘉靖丙辰進士)
王嘉言（1527年—？），字獻可，號方齋，山東青州府臨淄縣人，軍籍，明朝政治人物。

## 生平
嘉靖二十八年（1549年）己酉科山東鄉試第六十三名舉人，三十五年（1556年）中式丙辰科會試第一百二十四名，三甲第一百一十七名進士。通政司觀政，授東明縣知縣，三十七年（1558年）調江都縣知縣，三十九年（1560年）升戶部主事，四十五年（1566年）致仕。

## 家族
曾祖王俊；祖父王岱；父王濂，母于氏。兄王陳言，弟王巽言、王用言。